# Zürcher Oberländer
Der Zürcher Oberländer (ZO) ist eine regionale Tageszeitung in Wetzikon im Schweizer Kanton Zürich und amtliches Publikationsorgan für die Bezirke Pfäffikon und Hinwil, das Kopfblatt Anzeiger von Uster des Bezirks Uster. Sie erscheint mit dem gemeinsamen, von der Berner Zeitung hergestellten Mantel der Zürcher Regionalzeitungen der Tamedia AG (Herausgeberin des Tages-Anzeigers).
Die WEMF-beglaubigte Auflage beträgt 21'997 (Vj. 23'446) verkaufte (davon Anzeiger von Uster 5'278; Vj. 5'605) bzw. 22'844 (Vj. 24'202) verbreitete (davon Anzeiger von Uster 5'426; Vj. 5'748) Exemplare, die Reichweite 57'000 (Vj. 62'000) Leser (WEMF MACH Basic 2021-I). Einmal wöchentlich wird eine Grossauflage von 105'606 (Vj. 103'422) (davon Anzeiger von Uster 44'908; Vj. 43'974) Exemplaren mit einer Reichweite von 114'000 (Vj. 123'000) Lesern in alle Haushaltungen des Verbreitungsgebietes verteilt.

## Geschichte
1852 wurde in Hinwil Der Allmann als erster Vorläufer des Zürcher Oberländers gegründet. Er wurde 1870 von der von Liberalen errichteten AG Buchdruckerei Wetzikon AG übernommen, die ihn in Der Freisinnige umbenannte. 1960 übernahm dieser das Volksblatt vom Bachtel und benannte 1961 die Zeitung in Zürcher Oberländer um. Weitere Übernahmen erfolgten 1972 mit dem Tagblatt des Bezirkes Pfäffikon und 1997, nach einem ersten erfolglosen Anlauf 1991, mit dem Anzeiger von Uster, der als Kopfblatt in den Zürcher Oberländer integriert wurde. Dieser erreichte damit eine führende Stellung in den Bezirken Hinwil, Pfäffikon und Uster. Seit 1912 erscheint das Blatt als Tageszeitung. Bekannte Chefredaktoren waren Karl Eckinger (1943–1972, † 1983), Präsident der Konferenz der freisinnig-demokratischen Redaktoren des Kantons Zürich, sowie der Nationalrat und Zürcher FDP-Präsident Oscar Fritschi (1972–2004). Seit 1928 publiziert der Zürcher Oberländer unter dem Namen Heimatspiegel jeden Monat eine illustrierte Beilage von 6–8 Seiten.

## Beteiligung der NZZ

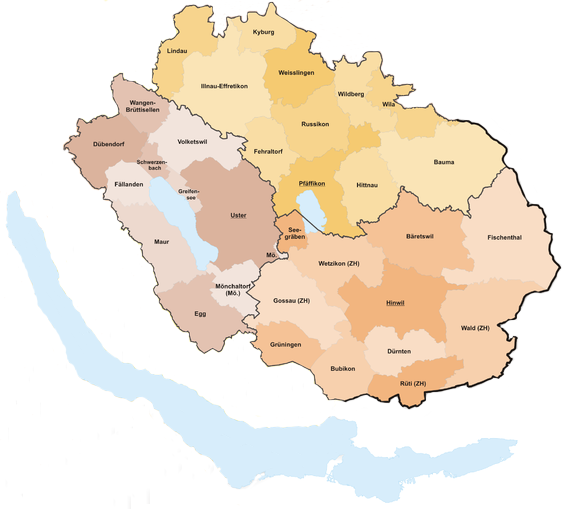
Verbreitungsgebiet des Zürcher Oberländers

2005 übernahm die FPH Freie Presse Holding, eine Tochtergesellschaft der Neuen Zürcher Zeitung, gegen die Abtretung von 11 % ihres Aktienkapitals und die Übertragung der Anzeigenvermarktung der NZZ von der Publigroupe einen 40-%-Anteil an der Akeret Druck und Verlag AG (Zürcher Unterländer) und einen 20-%-Anteil an der Zürichsee Presse AG (Zürichsee-Zeitung), danach von einer Vermögensverwalterin auch 38 % an der Zürcher Oberland Medien AG (bis 1998 Druckerei Wetzikon AG), der Herausgeberin des Zürcher Oberländers. Der Rest des Aktienkapitals der Zürcher Oberland Medien AG ist unter rund 600 Kleinaktionären gestreut, womit die FPH de facto die Kontrolle über das Unternehmen erlangte.
Um den Austausch von Artikeln und ganzen Seiten zu erleichtern, wurde das Layout der drei Regionalzeitungen Zürcher Oberländer (mit Anzeiger von Uster), Zürcher Unterländer und Zürichsee-Zeitung (mit Linth Zeitung und Sihltaler) vereinheitlicht, und die Zeitungstitel wurden modernisiert.
2006 gründeten die drei Regionalzeitungen die Zürich Land Medien AG, welche bei der Zürichsee-Zeitung die Mantelseiten für diese sowie für den Zürcher Oberländer, den Anzeiger von Uster und den Zürcher Unterländer produzierte und 2008 zusammen mit den AZ Medien (Mittelland-Zeitung, heute az Nordwestschweiz), dem Verlag Meier + Cie (Schaffhauser Nachrichten) und der Südostschweiz das (inzwischen weiterverkaufte) Nachrichtenportal news1.ch lancierte.

## Beteiligung desTages-Anzeigers
2010 übernahm Tamedia von der Verlegerfamilie Gut deren 60-%-Beteiligung an der Zürichsee-Zeitung. Darauf kam es zum Beteiligungstausch zwischen Tamedia und der FPH Freie Presse Holding: Tamedia überliess der FPH ihre 100-%-Beteiligung an der Thurgauer Zeitung und übernahm im Gegenzug von der FPH deren Anteil von 38 % am Zürcher Oberländer (und von diesem die Anteile an der Zürich Land Medien AG) und die inzwischen 100 % betragende Beteiligung am Zürcher Unterländer sowie den inzwischen auf 40 % erhöhten restlichen Anteil an der Zürichsee-Zeitung. Sie bildete damit sowie mit dem Winterthurer Landboten, an em Tamedia seit 2005 eine 20-%-Minderheitsbeteiligung hielt, den Verbund der «Zürcher Regionalzeitungen», in der auch das Anzeigengeschäft der vier Zeitungen gebündelt wurde. Der Landbote übernahm ab 2011 die Produktion der Mantelseiten. Tamedia kündigte den Auftrag auf Ende 2013 aber wieder, worauf sie Ende August 2013 den Landboten ganz übernehmen konnte. Die Produktion der Mantelseiten wurde ab 2014 der Berner Zeitung übertragen. Die Zürcher Regionalzeitungen werden bis heute als eigenständige Titel weitergeführt. Auf den 1. Juni 2021 ist der operative Start des Zürcher Zeitungsverbunds geplant.